# Eberhard Curio
Eberhard Curio, född 22 oktober 1932 i Berlin, död 11 september 2020 i Bochum, var en tysk zoolog.
Curio studerade vid Freie Universität Berlin och han forskade sedan vid Max-Planck-Institut für Verhaltensphysiologie (ett institut som undersöker människans och djurens beteende). Han undervisade mellan 1964 och 1967 vid Tübingens universitet samt 1968 vid Ruhruniversitetet i Bochum där han blev professor. Han etablerade 1995 tillsammans med andra zoologer ett projekt för att bevara endemiska arter i Filippinerna. Året 1998 blev han professor emeritus.
Curio utförde flera biologiska expeditioner till bland annat Makedonien (1958), Spanien (1960), Galapagosöarna (1962 och 1963), Jamaica (1969), Panama (1979), Tonga (1990–1991) och Filippinerna (flera gånger från och med 1993).
Den utdöda gnagare Megaoryzomys curioi som levde på Galapagosöarna är uppkallad efter Eberhard Curio.